# Ernst Blomberg (tandläkare)
För politikern med samma namn, se Ernst Blomberg (1863–1911)
Ernst Blomberg, född 17 oktober 1885 i Timrå, Västernorrlands län, död 6 augusti 1954 i Göteborg, var en svensk tandläkare. Han var far till läkaren Lars-Henrik Blomberg och farfar till virologen Jonas Blomberg.
Blomberg var son till disponenten August Blomberg och Christine Wikström. Han avlade mogenhetsexamen i Sundsvall 1905, blev tandläkarkandidat 1908, tandläkare 1910 och Doctor of Dental Surgery vid Northwestern University i Chicago 1911. Ernst Blomberg drev egen tandläkarpraktik i Göteborg från 1911. Han var ordförande i Göteborgs tandläkarsällskap från 1926.
Från 1915 till 1946 var han gift med Mary Hammarström (1896–1983), dotter till handlanden Bror Vilhelm Hammarström och Helga Ingeborg Holtz. Tillsammans fick de barnen Lars-Henrik 1916, Mary-Anne 1919, Ragnar 1922 och Carl-Otto 1925. Från 1947 var han sedan gift med Kerstin Hjördis Hjelm (1902–1952).
Ernst Blomberg är begravd på Örgryte nya kyrkogård.